# Felip d'Edimburg
Felip, Duc d'Edimburg (Palau de Mon Repos, Corfú, 10 de juny de 1921 – Castell de Windsor, Berkshire, 9 d'abril de 2021), nascut amb el nom de Felip de Grècia i Dinamarca (Philip of Greece and Denmark) i posteriorment anomenat Felip Mountbatten ran de convertir-se a l'anglicanisme i de nacionalitzar-se com a britànic, fou el consort de la reina Elisabet II del Regne Unit.
Va ostentar el títol de príncep de Grècia i Dinamarca (1921-1947); el 1947 se li van atorgar els títols de duc d'Edimburg, comte de Merioneth i baró Greenwich (His Royal Highness The Duke of Edinburgh; 1947-1957) i el 1957 se li va afegir el tractament de príncep (His Royal Highness The Prince Philip, Duke of Edinburgh; 1957-present).

## Biografia
Membre de la dinastia de Schleswig-Holstein-Sonderburg-Glücksburg, era l'únic fill home del príncep Andreu de Grècia i de la princesa Alícia de Battenberg. Era net per via paterna del rei Jordi I de Grècia i de la gran duquessa Olga de Rússia, mentre que per via materna ho era de la princesa Victòria de Hessen-Darmstadt i del príncep Lluís de Battenberg.
Mesos després del seu naixement la família reial grega hagué d'abandonar el país a conseqüència del derrocament del rei Constantí I de Grècia, oncle de Felip. La família de Felip quedà atrapada a l'illa de Corfú i únicament gràcies a la intervenció del rei Jordi V del Regne Unit es pogueren escapar i fugir del país.
El matrimoni dels seus pares aviat feu aigües i Felip ha comentat en nombroses ocasions que no té cap record d'haver format part de cap família ni d'haver conegut cap llar. De la seva educació se'n feu càrrec la seva àvia materna, la marquesa de Milford-Haven que el sabé introduir ràpidament a la cort britànica sense que mai perdés el contacte amb els seus familiars grecs i molt especialment amb el rei Miquel I de Romania, fill de la seva cosina Helena de Grècia, i la princesa Alexandra de Grècia, filla del seu cosí, el rei Alexandre I de Grècia.
Aviat també la seva mare caigué en un període de profundes depressions que ocasionaren el seu ràpid ingrés en centres psiquiàtrics alemanys. Felip fou introduït als exclusius col·legis alemanys de la línia de Kurt Hahn, assistint al centre instal·lat al Castell de Salem, al sud d'Alemanya, pel príncep Maximilià de Baden i al qual assistirien també les princeses Sofia de Grècia i Irene de Grècia.
Ingressà a la Marina Britànica de la mà del seu oncle, lord Mountbatten, que seria l'últim virrei de l'Índia. De la mà de Mountbatten i sobretot de la princesa Marina de Grècia, cosina de Felip i tia d'Elisabet, Felip fou introduït a la Cort britànica. Participà al costat de Mountbatten i del rei Pau I de Grècia a diverses maniobres militars marines que contribuïren decisivament a augmentar el prestigi de Mountbatten.
L'any 1944 moria a Canes el príncep Andreu de Grècia, pare de Felip. La seva herència fou dividia en deu parts de les quals set correspongueren a Felip. L'herència consistia en una coberteria de plata i uns botons de plata.
L'any 1947 Felip adoptà la nacionalitat britànica i es desprengué del seu títol de príncep de Grècia i Dinamarca, tot adoptant el cognom Mountbatten (traducció a l'anglès de Battenberg). Finalment aquell mateix any i després de diverses visites a Balmoral i a Sandringham, Felip es prometé amb la princesa Elisabet del Regne Unit, parenta llunyana seva pel fet de ser tots dos besnets de la reina Victòria del Regne Unit.
Casat el mateix 1947 amb Elisabet, filla i hereva del rei Jordi VI del Regne Unit i de lady Elisabet Bowes-Lyon, la parella s'establí a Londres i tingueren quatre fills:
- SAR el rei Carles III del Regne Unit, nascut el 1948 a Londres. Casat el 1981 i divorciat el 1996 de lady Diana Spencer, es casà en segones núpcies amb Camil·la de Cornualla el 2005. Va heretar la corona britànica el 22 de desembre de 2022 en morir la seva mare, la reina Elisabet II del Regne Unit.

- SAR la princesa reial Anna del Regne Unit, princesa reial, nascuda el 1950 a Londres. Casada el 1973 i divorciada el 1992 del capità Mark Phillips, es tornà a casar el mateix 1992 amb el vice-almirall Sir Timothy Laurence.

- SAR el príncep Andreu del Regne Unit, duc de York, nascut a Londres el 1960. Es casà el 1986 amb Sarah Ferguson de la qual es divorcià el 1996.

- SAR el príncep Eduard del Regne Unit, comte de Wessex, nascut a Londres el 1964. Es casà el (19 de juny de 1999) amb Sofia Rhys-Jones.

Les noces no estigueren lliures de polèmiques, tot i ser el primer gran casament (alguns diuen que el més sumptuós del segle XX) després de la Segona Guerra Mundial. A les germanes de Felip, les princeses Margarida de Grècia, Teodora de Grècia i Sofia de Grècia se'ls prohibí d'assistir a la cerimònia com a conseqüència dels respectius casaments amb membres de la reialesa alemanya amb certes connexions amb el nacionalsocialisme. Fins i tot arribà a perillar la presència de la mare de Felip, que com a princesa de Battenberg tenia un títol alemany. També la tia de la núvia, la princesa Maria del Regne Unit s'autoexclogué de la cerimònia perquè no s'hi havia convidat el duc de Windsor.
El mateix any 1947, el rei Jordi VI del Regne Unit concedí a Felip de forma vitalícia els títols de duc d'Edimburg, comte de Merioneth i baró Greenwich. L'any 1955 la seva esposa, esdevinguda reina, l'elevaria al rang de príncep del Regne Unit i al tractament d'altesa reial al qual havia renunciat l'any 1947 per adoptar la nacionalitat britànica.
Felip s'integrà ràpidament a la cort britànica que coneixia a la perfecció, essent-li de gran ajuda el seu oncle lord Mountbatten, la seva àvia la marquesa de Milford-Haven i la princesa Marina de Grècia. La primera residència dels ducs d'Edimburg fou Clarence House. L'any 1952 la parella inicià un tour ampli per la Commonwealth el qual incloïa etapes a Austràlia, Nova Zelanda, Kenya i Tanzània. Mentre la parella era a Kenya, el duc d'Edimburg conegué la notícia de la mort del rei Jordi VI del Regne Unit, la qual cosa significà l'ascens al tron de la seva esposa. Fou Felip qui li hagué de donar la mala notícia.

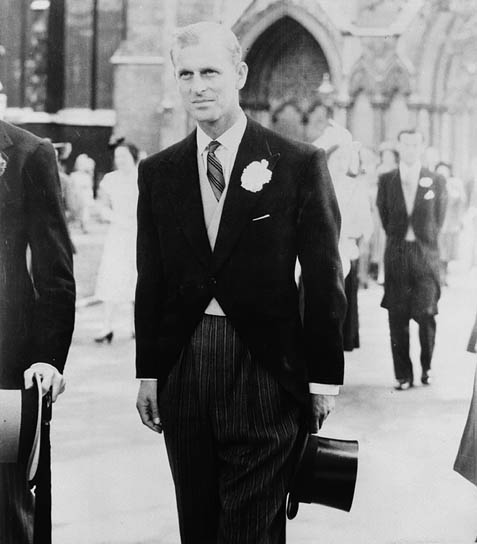
El príncep Felip el 1951.

Una de les primeres coses que s'hagué de discutir fou el nom que la casa reial hauria d'assumir a partir de llavors. Mentre lord Mountbatten donava suport a l'opció que es passés a anomenar Casa de Mountbatten, la reina Maria de Teck comunicà a Winston Churchill la seva ferma voluntat que continués anomenant-se Casa de Windsor. Churchill i la reina decidiren que el nom que prevalgués fou aquest darrer, ja elegit l'any 1917 en substitució del de Casa de Saxònia-Coburg-Gotha.